# Justin Pipe
Justin Pipe (* 9. November 1971 in Clevedon, Somerset) ist ein englischer Dartspieler. 2012 erreichte er das Achtelfinale der PDC-Weltmeisterschaft. Er ist auch unter dem Spitznamen „The Force“ bekannt.

## Werdegang
Justin Pipe gab sein Debüt bei der Professional Darts Corporation (PDC) bei der UK Open 2008, wo er in der dritten Runde James Wade mit 3:9 unterlag.
Nach seinem Debüt verbesserte er sich stetig in der PDC Order of Merit und konnte sich 2011 zum ersten Mal für die PDC World Darts Championship qualifizieren.
Justin Pipe ist unter anderem auch für seinen ungewöhnlichen Wurfstil bekannt, der als einer der langsamsten auf dem PDC-Circuit gilt. Dieser resultiert aus einem schweren Autounfall im Jahr 1993. Sein Arm war damals für drei Monate gelähmt.
Ende 2021 verlor Pipe seine Tour Card. Aufgrund einer Armverletzung entschied er sich dagegen, an der PDC Qualifying School im Januar 2022 teilzunehmen.

## PDC-Weltmeisterschaft
- 2011: 1. Runde (1:3-Niederlage gegen  Mark Walsh)
- 2012: Achtelfinale (1:4-Niederlage gegen  Terry Jenkins)
- 2013: 2. Runde (2:4-Niederlage gegen  Mark Walsh)
- 2014: 2. Runde (1:4-Niederlage gegen  Devon Petersen)
- 2015: 1. Runde (2:3-Niederlage gegen  Laurence Ryder)
- 2016: 1. Runde (0:3-Niederlage gegen  Christian Kist)
- 2017: 1. Runde (1:3-Niederlage gegen  Chris Dobey)
- 2018: 2. Runde (0:4-Niederlage gegen  Phil Taylor)
- 2020: 2. Runde (0:3-Niederlage gegen  Daryl Gurney)

## Titel

### PDC
- Pro Tour
  - Players Championships
    - Players Championships 2011: 22, 23, 28
    - Players Championships 2012: 1
    - Players Championships 2014: 15

  - European Darts Tour
    - European Darts Tour 2012: (1) Austrian Darts Open

### Andere
- 2009: Kingswood Darts Open
- 2010: Southern Counties Open